# Joseph Watkins
Prentice Edrington fue un deportista estadounidense que compitió en vela en la clase Star. Ganó cuatro medallas en el Campeonato Mundial de Star entre los años 1928 y 1931.

## Palmarés internacional
| Campeonato Mundial | Campeonato Mundial                   | Campeonato Mundial | Campeonato Mundial |
| Año                | Lugar                                | Medalla            | Clase              |
| ------------------ | ------------------------------------ | ------------------ | ------------------ |
| 1928               | Newport Beach (Estados Unidos)       | Medalla de plata   | Star               |
| 1929               | Nueva Orleans (Estados Unidos)       | Medalla de bronce  | Star               |
| 1930               | Bahía de Chesapeake (Estados Unidos) | Medalla de bronce  | Star               |
| 1931               | Long Island Sound (Estados Unidos)   | Medalla de oro     | Star               |